# سندرم تب دوره‌ای
سندرم‌های تب دوره‌ای (انگلیسی: Periodic fever syndrome) که با عناوین دیگری همچون «بیماری‌های خودالتهابی» و «سندرم‌های خودالتهابی» هم شناخته می‌شود، گروهی از اختلالات هستند که مشخصه‌شان، تب‌های دوره‌ای راجعه و التهاب‌هایِ مختص‌به‌عضو است.
بر خلاف برخی بیماری‌های خودایمنی نظیر لوپوس منتشر که در آنها ناهنجاری‌های دستگاه ایمنی تطبیقی، عامل ایجاد بیماری است، در بیماری‌های خودالتهابی، هیچگونه اتوآنتی‌بادی یا سلول‌های B یا T وابسته به آنتی‌ژن تولید نمی‌شود. در حقیقت، علت بیماری‌های خودالتهابی، اختلال در دستگاه ایمنی ذاتی است.
اگرچه انواع متفاوتی از این بیماری‌ها با علائم و نشانه‌های گوناگون وجود دارد، اما وجه‌اشتراک اغلب آنها، تب‌های گاه‌به‌گاه و راجعه، دردهای مفصلی و دردهای شکمی است که در درازمدت، ممکن است با عوارضی همچون آمیلوئیدوز هم همراه باشد.
بیشتر سندرم‌های خودالتهابی، ژنتیکی بوده و از دوران کودکی در فرد دیده می‌شوند. شایع‌ترین این بیماری‌ها تب مدیترانه‌ای فامیلیال است که مشخصه‌اش تب‌های دوره‌ای کوتاه‌مدت، دردهای شکمی و سِـروزیت است که معمولاً کمتر از ۷۲ ساعت طول می‌کشد و در اثر جهش در ژن «MEFV» ایجاد می شود.